# Diu Crône

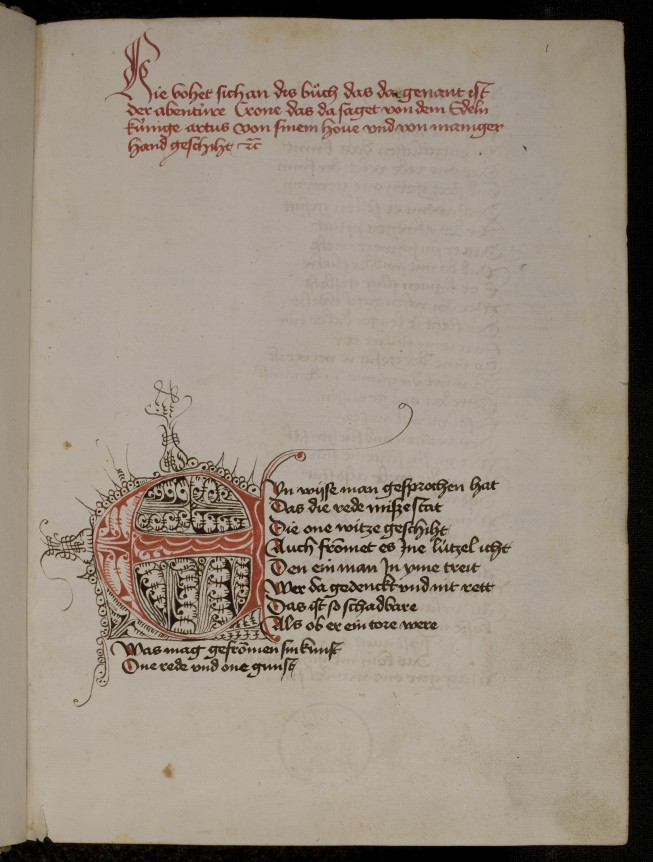
Heinrich von dem Türlin: Diu Crône. Manuscrito de la Biblioteca de la Universidad de Heidelberg, UB, cpg 374, 1r.

Diu Crône (en español, La corona) es un largo poema de ciclo artúrico escrito en alto alemán medio atribuido a Heinrich von dem Türlin, del cual se conoce poco. Se data habitualmente en torno a 1220, y consta de unos 30 000 versos. Se publicó una edición crítica en 1852 por Gottlob Heinrich Friedrich Scholl (1802-70). El poema canta la búsqueda del Grial por los caballeros de la Tabla Redonda, aunque con una versión bastante distinta de las tradicionales de la narrativa, en la que es Sir Gawain, en lugar de Percival (or Galahad) encuentra el objeto sagrado.
Se ha sugerido que el autor provenía de Sankt Veit an der Glan, que en ese momento era la capital del Ducado de Carintia.  

## Manuscritos
- Universidad y biblioteca de la ciudad de Colonia, Cod. 5 P 62.
- Biblioteca de la Universidad de Heidelberg, Cod. Pal. germ. 374.
- Biblioteca Nacional de Austria, Viena, Cod. 2779.
- Biblioteca de la ciudad de Berlín, mgf 923 Nr. 9.
- Suabia, BiblStadtbibl., sin Sign. [perdido].
- Biblioteca de la Universidad de Kiel., Ms. K.B. 48l.